# Solenodon marcanoi
Solenodon marcanoi é uma espécie extinta de mamífero da família Solenodontidae. Conhecida de apenas três localidades do Quaternário no sul do Haiti e uma localidade do Pleistoceno no oeste da República Dominicana.

## Ver também

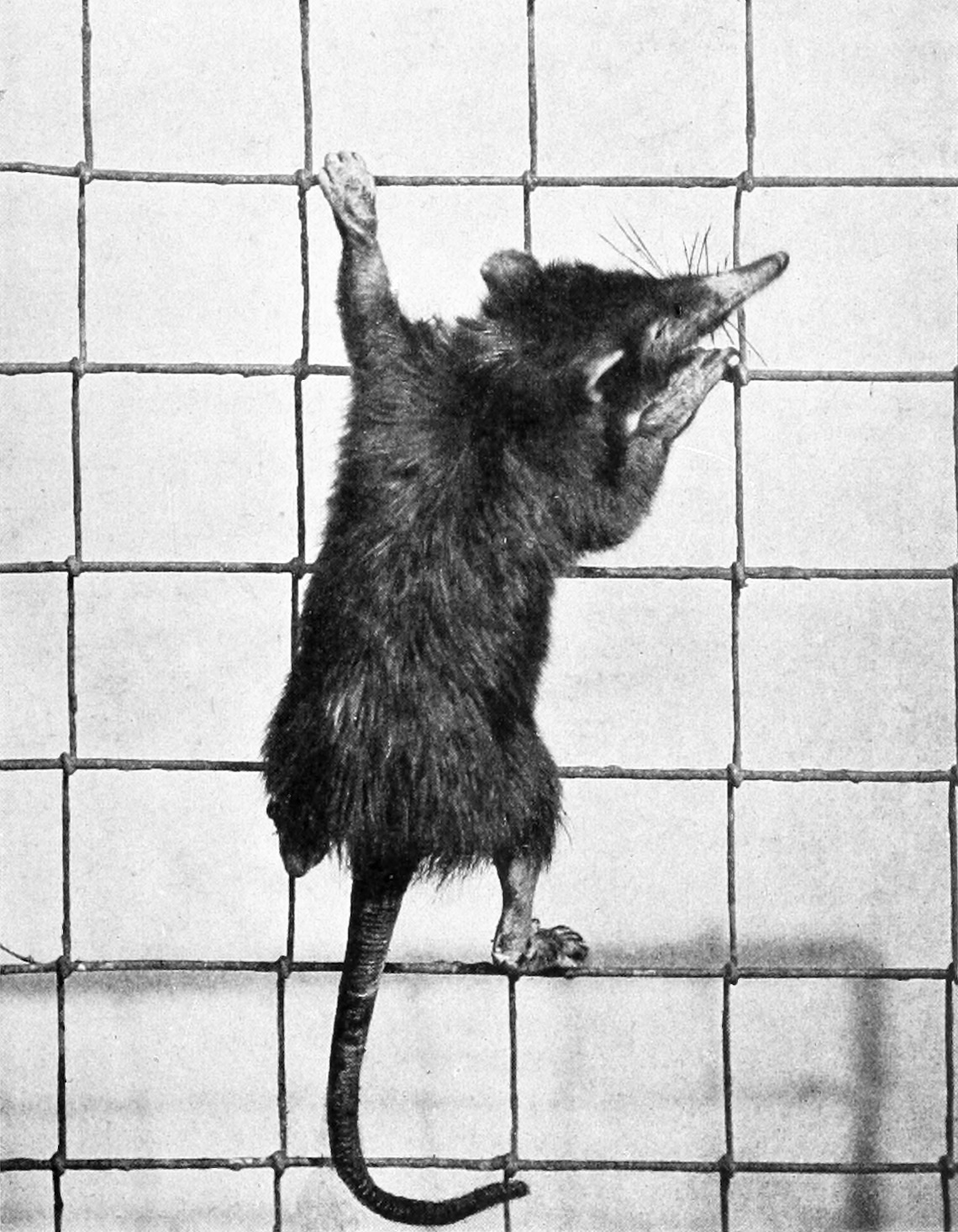
Solenodonte cubano em cativeiro.